# Bargen SH
| SH ist das Kürzel für den Kanton Schaffhausen in der Schweiz. Es wird verwendet, um Verwechslungen mit anderen Einträgen des Namens Bargen zu vermeiden. |

Flugaufnahme 1964

Bargen ist eine politische Gemeinde im Schweizer Kanton Schaffhausen.

## Geographie
Bargen ist die nördlichste Gemeinde der Schweiz. Sie besteht aus dem Dorf Bargen (ursprünglich Niederbargen) und dem Weiler Oberbargen.
Bargen liegt an der Durach im oberen Merishausertal auf 605 m ü. M., wo sich das Tal weiter in Hoftal und Mülital verzweigt. Getrennt werden die beiden Täler durch den Nieder Hengst (746 m ü. M.) und den sich daran anschliessenden Hoh Hengst, mit 861 m ü. M. der höchste Punkt der Gemeinde und Grenzpunkt zu Deutschland.
Das südlicher gelegene Mülital ist unbesiedelt und wird nach Süden hin durch den Bargemer Randen (808,7 m ü. M.) begrenzt, über dessen Rücken die Gemeindegrenze zu Merishausen verläuft. Im nördlicher gelegenen Hoftal liegt das Gehöf Oberbargen (694,6 m ü. M.), einst eine mit Niederbargen gleichwertige Siedlung.
Im Südosten der Gemeinde liegt im Merishausertal, an der Grenze zu Merishausen und zu Wiechs am Randen (Gemeinde Tengen, Deutschland) der sogenannte Schlauch (570 m ü. M.), eine Talsohle zwischen Bargemer Randen, Ebnet (734 m ü. M.) und Bohl (786 m ü. M.). Die verworrenen Grenzlinien im Schlauch wurden in zwei Anläufen bereinigt, zuletzt 1967 beim Bau der Autostrasse A4.
Nachbargemeinden von Bargen sind Merishausen im Süden, Blumberg (Schwarzwald-Baar-Kreis) im Westen und im Norden sowie Tengen (Landkreis Konstanz) im Osten.

### Schwarzer Stein
In Bargen steht der nördlichste Grenzstein der Schweiz. Er trägt die Nummer 593. Im Volksmund nennt man ihn den schwarzen Stein.

## Geschichte
Bargen wird erstmals 884 als Paragen erwähnt, als der Hegaugraf Peringer seinen Merishausener Besitz gegen die Bargener Güter des Klosters St. Gallen tauschte. Früher bestand Bargen aus den drei Weilern Unter-, Mittel- und Oberbargen.
Bargen gehörte zur Landgrafschaft Nellenburg und nach der Gründung des Klosters Allerheiligen 1049 zu dessen Immunitätsbezirk, der 1451 bzw. 1491 an die Stadt Schaffhausen kam. Wichtigste Grundbesitzer in Bargen waren die Roten von Randenburg. 1378 verkaufte Egbert der Rote seinen Besitz in Bargen samt Kirche und Vogtei dem Spital zum Heiligen Geist Schaffhausen, das seine Stellung bis 1510 weiter ausbaute. Die Vogteirechte wurden von der Reformation bis 1798 von Schaffhausen wahrgenommen (Obervogtei Merishausen).

## Wappen
Blasonierung
In gelb schwarzes Senkblei, überhöht von Freiheitshut mit je einer grünen, roten und gelben Feder.
Das Wappen der Gemeinde Bargen erscheint als erstes auf einem Munizipalitätssiegel aus dem Jahre 1805. Die Darstellung des Freiheitshuts über einem Senkblei ist ein typisches Hoheitssymbol aus der Zeit der Helvetik. Da die Ortschaft vor der Zeit der Helvetik kein Wappen besessen hatte, behielt sie dieses auch nachher bei. 1950 wurde das heute gültige Wappen in der Gemeindeversammlung offiziell anerkannt.

## Bevölkerung
| Bevölkerungsentwicklung | Bevölkerungsentwicklung |
| Jahr                    | Einwohner               |
| ----------------------- | ----------------------- |
| 1850                    | 327                     |
| 1900                    | 226                     |
| 1950                    | 203                     |
| 1990                    | 211                     |
| 2002                    | 237                     |
| 2010                    | 249                     |
| 2021                    | 330                     |

## Wirtschaft und Verkehr
Bargen ist über die Hauptstrasse 4 mit Schaffhausen verbunden. In nördlicher Richtung erreicht die Strasse die Ortschaft Neuhaus am Randen (Gemeinde Blumberg) in Deutschland. Der öffentliche Verkehr benutzt eine Nebenstrasse, die teilweise über deutsches Staatsgebiet verläuft. Auf dieser verkehrt werktags stündlich eine Buslinie nach Schaffhausen. Einige Kurse pro Tag verkehren auch nach Deutschland. Ein nicht ganz unbedeutender Faktor der Wirtschaft in Bargen sind die drei Tankstellen an der Hauptstrasse 4, die durch die Grenznähe durchaus bequeme Möglichkeiten zum Tanktourismus bereitstellen.

## Sehenswürdigkeiten
Das Naturschutzgebiet Tannbüel ist bekannt für seine über 20 Orchideen-Arten (z. B. Purpur-Knabenkraut, Fliegen- und Bienen-Ragwurz, Gelber Frauenschuh etc.), die dort im Frühjahr blühen.

## Galerie

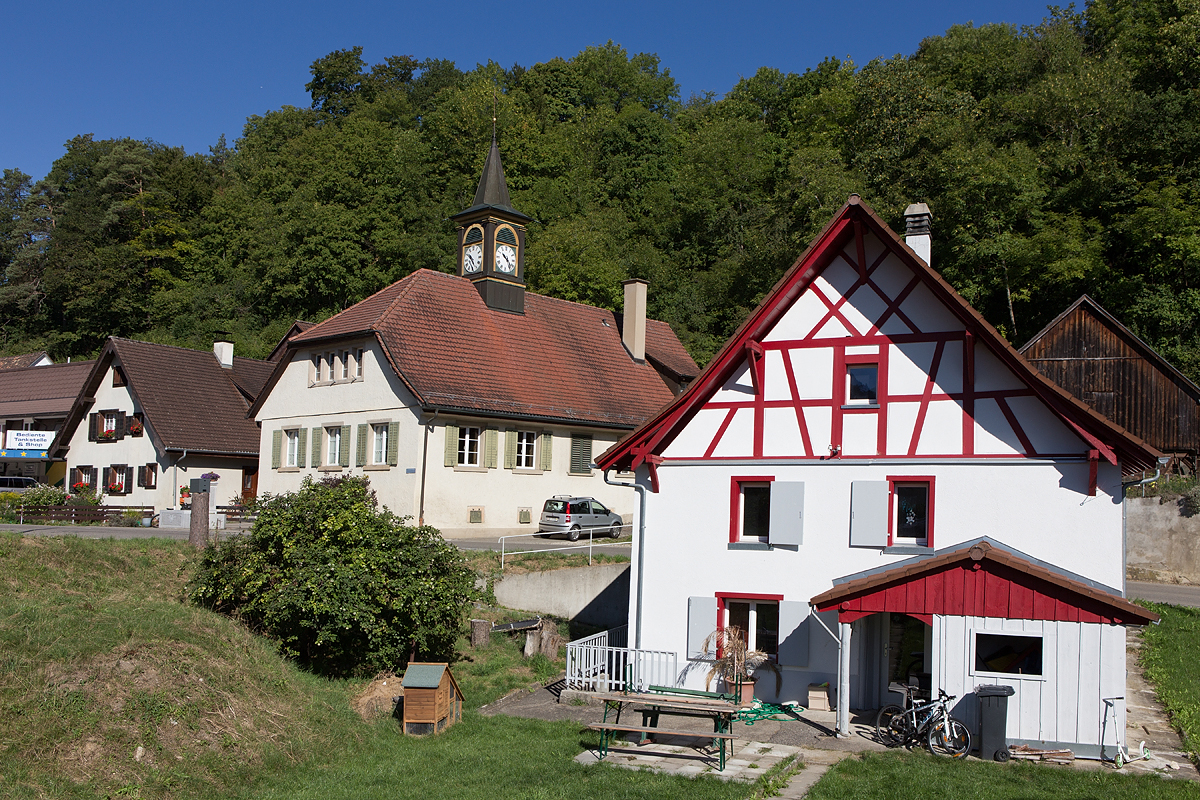
Schulhaus Bargen
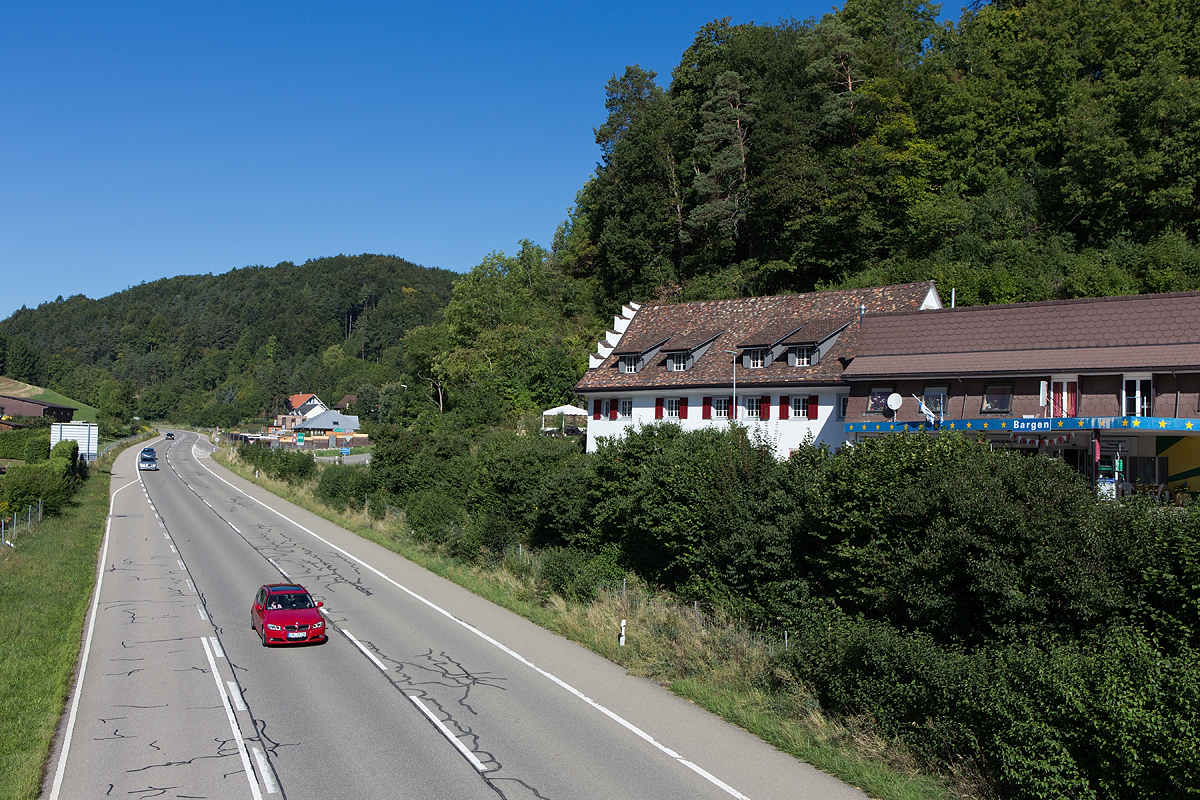
A4 und Gemeindehaus
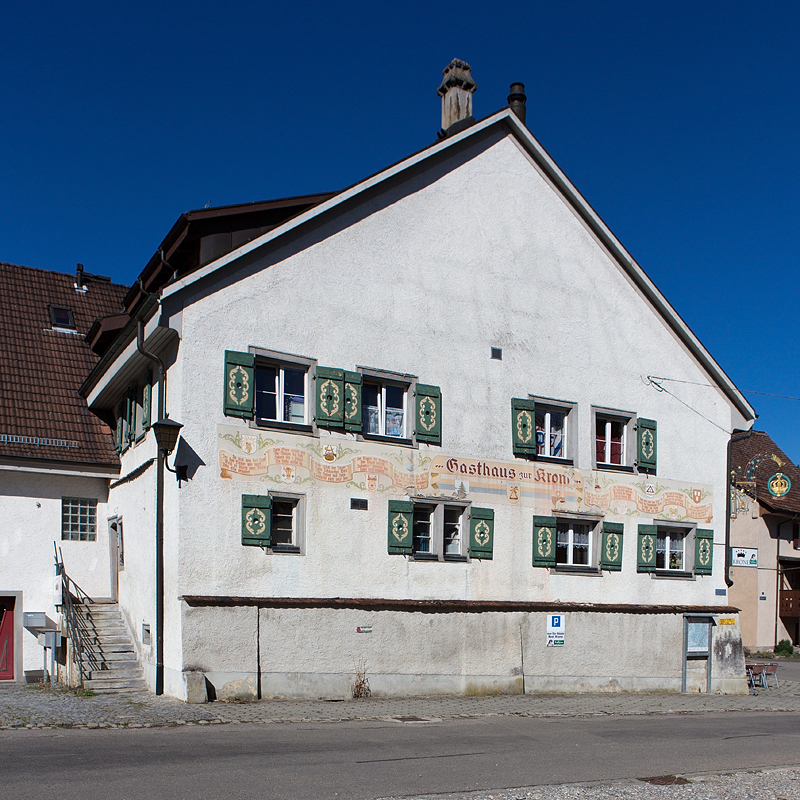
Restaurant Krone
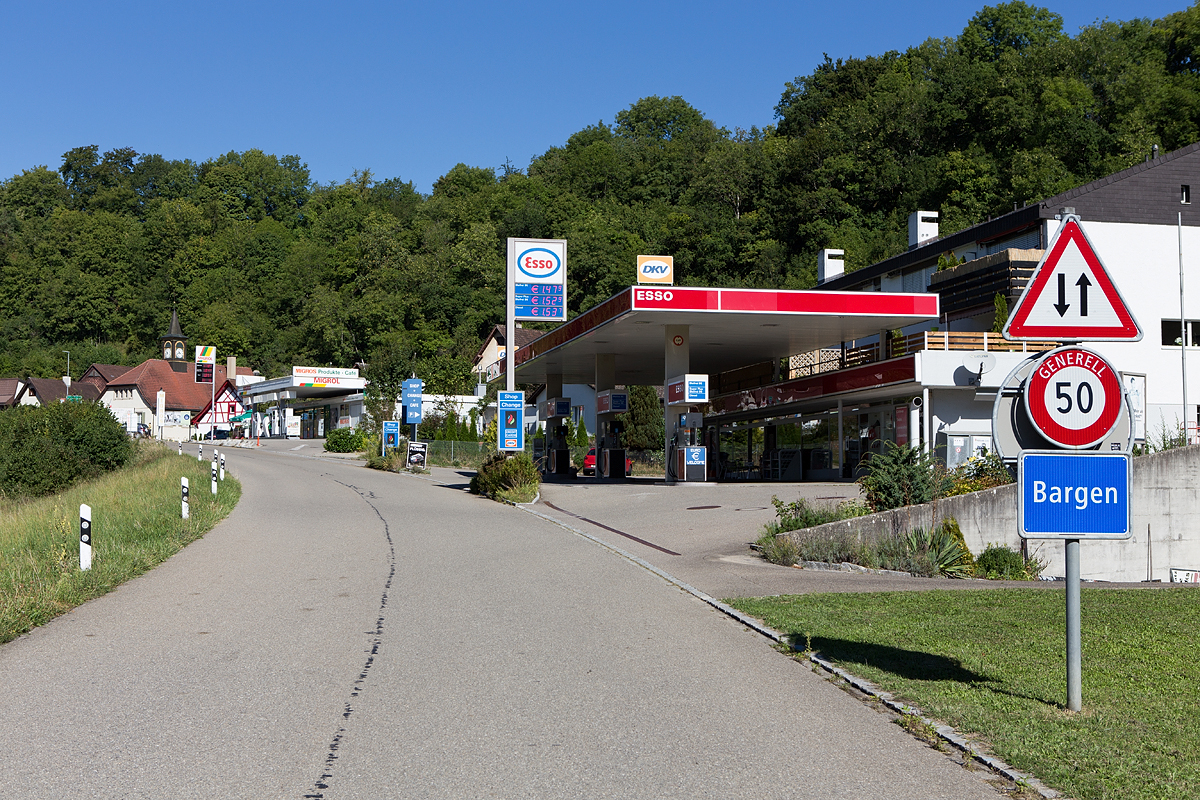
Tankstellen
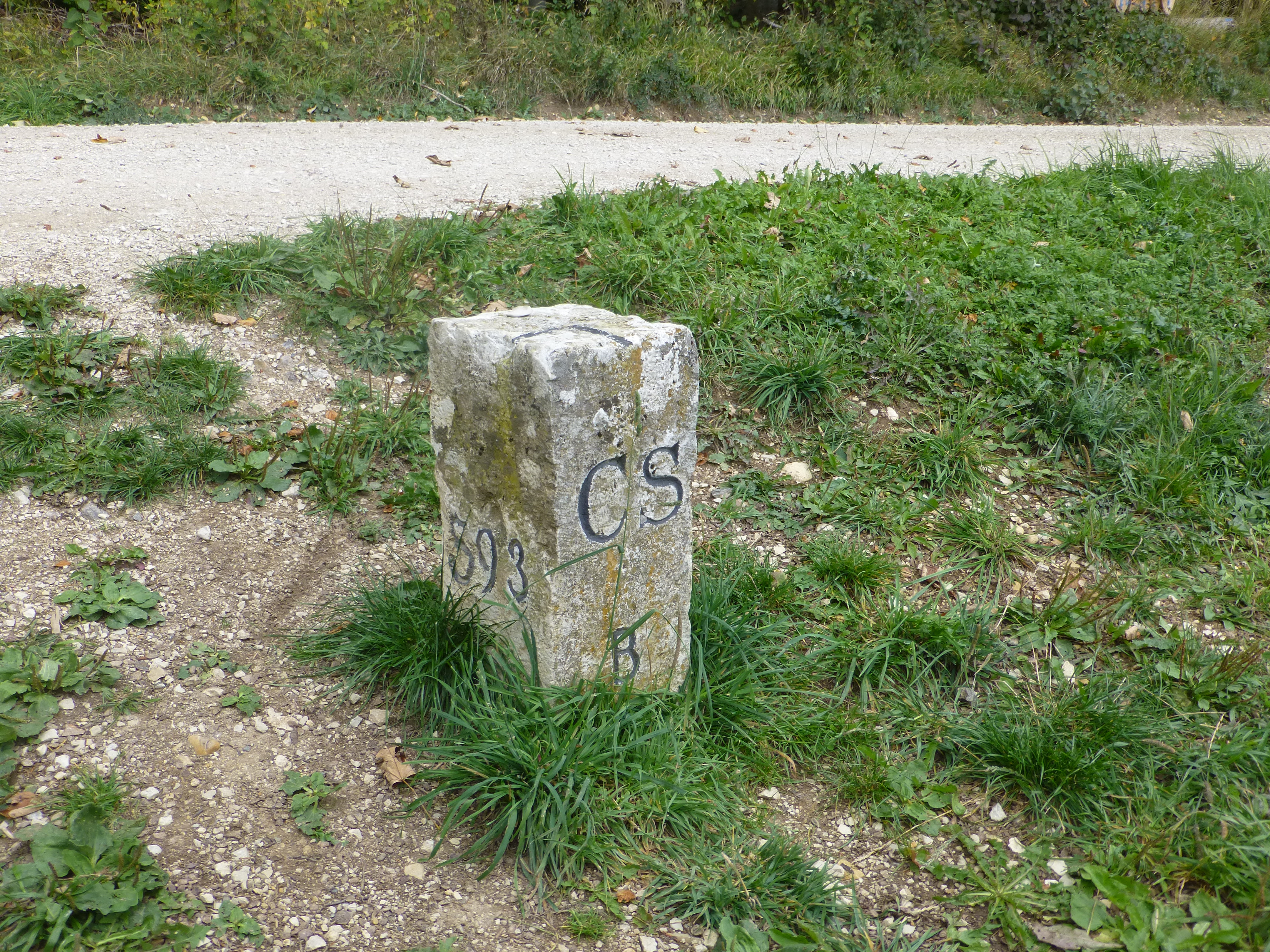
Nördlichster Punkt der Schweiz: Grenzstein 593
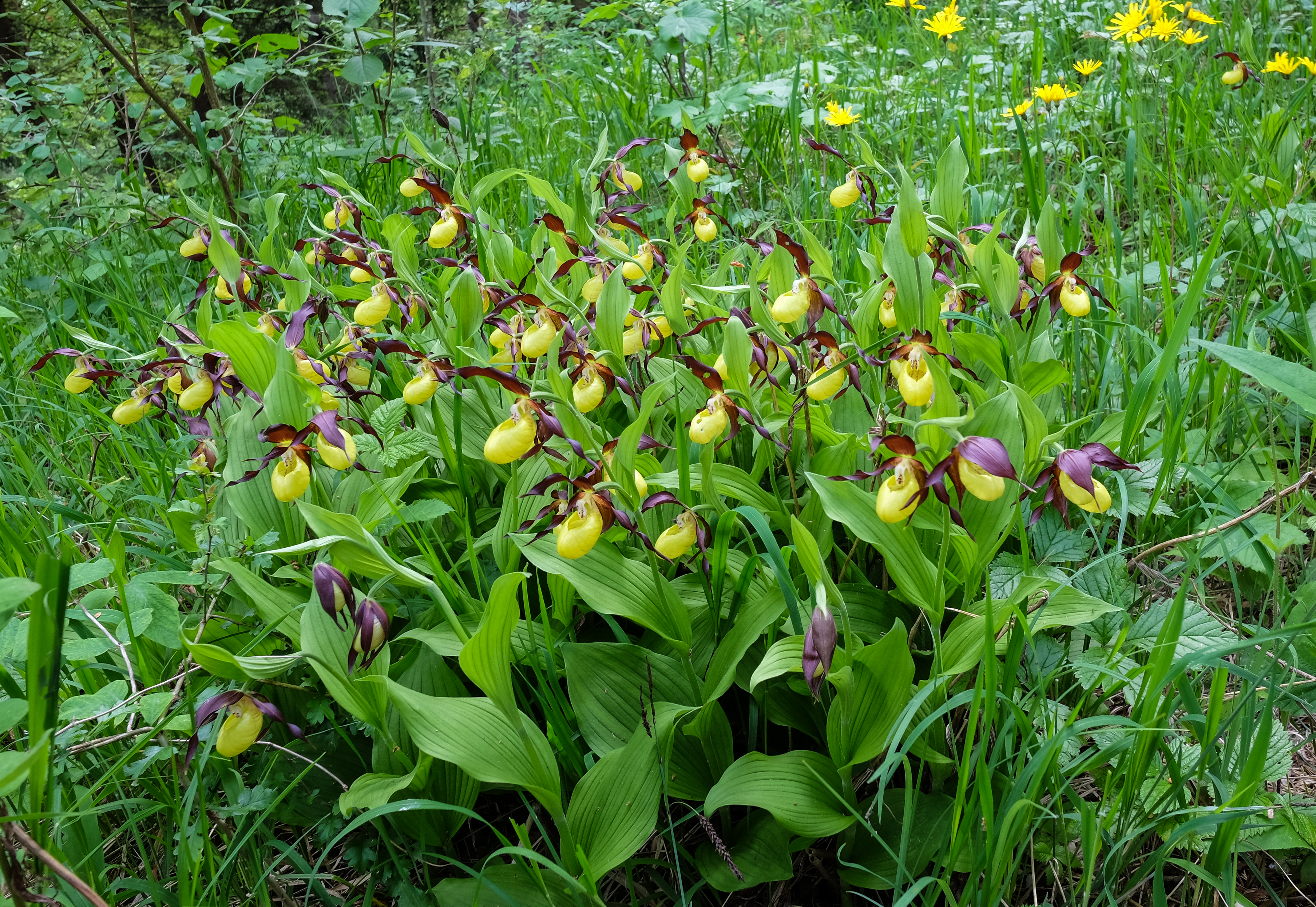
Gelber Frauenschuh im Naturschutzgebiet Tannbüel